# Szarki (Varmie-Mazurie)
Pour les articles homonymes, voir Szarki.
Szarki est un village polonais de la voïvodie de Varmie-Mazurie, dans le powiat de Braniewo.